# Békás (Magyarország)
Békás község Veszprém vármegyében, a Pápai járásban.

## Fekvése
Pápa tágabb vonzáskörzetében, a várostól bő 10 kilométerre nyugatra fekszik.

### Megközelítése
Belterülete közúton csak két irányból közelíthető meg, a 834-es főút nyárádi szakaszát Kemeneshőgyésszel összekötő 8405-ös úton, a két végponti település felől.
A hazai vasútvonalak közül a települést a MÁV 10-es számú Győr–Celldömölk-vasútvonala érinti; a vonalnak Békás területén nincs ugyan megállási pontja, de Mezőlak vasútállomás alig 400 méterre helyezkedik el Békás délkeleti határszélétől, központjától közúton mérhető távolsága sem haladja meg a 2 kilométert.

## Története
Békás Árpád-kori település. Nevét valószínűleg a település melletti kis Békás nevű érről kaphatta. Nevét 1367-ben Becas néven említették először egy határjárási leírásban, de környéke valószínűleg már a római korban is lakott hely lehetett, amit a területén talált római kori cseréptöredékek is bizonyítanak. Több Árpád-korból való lelet is napvilágra került itt,  köztük pálcikás díszítésű fazéktöredékek is. A település birtokosai a középkortól kezdve a Békássy család tagjai voltak. A család nevét e Békás nevű településtől kapta, a család címeres nemeslevelét 1417. augusztus 15-én kapta Zsigmond királytól.
1488-ban jobbágyait 11 forint országos adót fizettek. A török időkben nagyrészt elpusztult, 1531-re telkeinek 81 %-a lett a tűz martaléka, 1544-re pedig elnéptelenedett. A visszatérő lakosságot 1553—1556 között a török többször megrohanta, kirabolta, egy alkalommal hat lakosát is elhurcolta, így a jobbágyok félelmükben, 1556-ban ismét üresen hagyták a falut. 1567-ben alávetették magukat a töröknek, uralmuk alatt álltak 1592-ben is. Ezután hosszabb ideig prédium, csak 1603-tól fizettek ismét adót. A 17. század közepén a Marcalon átkelő csavargók fosztogatták a jobbágyokat. Ennek következtében népe megfogyatkozott és elszegényedett, dézsmájának árendája 1660-ban csupán tíz forint volt. 1672-ben a bírót leszámítva 23 gazda adott tizedet.
A falu a 18. században közbirtok lett, különböző jogcímeken a Sándor, Tatlián és Esterházy családok szereztek benne birtokrészeket, de legnagyobb része továbbra is a Békási család birtoka volt.

## Közélete

### Polgármesterei
- 1990–1994: Pálffy József (független)[3]
- 1994–1998: Pálffy József (független)[4]
- 1998–2002: Pálffy József (független)[5]
- 2002–2006: Pálffy József (független)[6]
- 2006–2010: Horváth János (független)[7]
- 2010–2014: Horváth János (független)[8]
- 2014–2019: Farkasné Csendes Tímea (független)[9]
- 2019–2024: Farkasné Csendes Tímea (független)[10]
- 2024– : Farkasné Csendes Tímea (független)[1]

## Népesség
A település népességének változása:
| Lakosok száma | 216  | 206  | 204  | 215  | 204  | 211  | 204  |
|               | 2013 | 2014 | 2015 | 2021 | 2022 | 2023 | 2024 |

A 2011-es népszámlálás idején a lakosok 88,6%-a magyarnak, 0,5% németnek, 3,7% cigánynak, 0,9% ukránnak mondta magát (11,4% nem nyilatkozott; a kettős identitások miatt az végösszeg nagyobb lehet 100%-nál). A vallási megoszlás a következő volt: római katolikus 60,7%, református 6,4%, evangélikus 8,2%, felekezeten kívüli 3,2% (19,6% nem nyilatkozott).
2022-ben a lakosság 84,8%-a vallotta magát magyarnak, 0,5% lengyelnek, 0,5% egyéb, nem hazai nemzetiségűnek (15,2% nem nyilatkozott; a kettős identitások miatt a végösszeg nagyobb lehet 100%-nál). Vallásuk szerint 38,7% volt római katolikus, 7,4% református, 7,4% evangélikus, 1% görög katolikus, 0,5% egyéb keresztény, 0,5% egyéb katolikus, 1% felekezeten kívüli (43,6% nem válaszolt).

## Nevezetességei
- Békássy-kastély (Vécsey-kastély), 1870 körül épült, homlokzata klasszicizáló eklektikus irányzatú, egy emeletes, nagy parkkal (magántulajdon).[13]